# Par un lien de boutons d'or
Pour plus de détails, voir Fiche technique et Distribution.
Par un lien de boutons d'or (The Buttercup Chain) est un film britannique réalisé par Robert Ellis Miller, sorti en 1970.

## Synopsis
Deux cousines anglaises nées de deux sœurs jumelles le même jour, France and Margaret, sont très proches. Leur relation se distend quand Margaret est envoyée à l'étranger pour ses études. À son retour, sa relation avec Margaret est encore plus forte et elle a peur qu'elle devienne incestueuse. Elle suggère donc que chacune prenne un amant. France choisit Manny, un Américain coureur de jupons et pour sa cousine, Fred, un étudiant suédois en architecture.

## Fiche technique
- Titre : Par un lien de boutons d'or
- Titre original : The Buttercup Chain
- Réalisation : Robert Ellis Miller
- Scénario : Peter Draper d'après le roman de Janice Elliott
- Musique : Richard Rodney Bennett
- Photographie : Douglas Slocombe
- Montage : Thelma Connell
- Production : Philip Waddilove et John Whitney
- Société de production : Columbia British Productions
- Pays :  Royaume-Uni
- Genre : Drame et romance
- Durée : 95 minutes
- Dates de sortie : 
  -  Royaume-Uni : 24 septembre 1970

## Distribution
- Hywel Bennett : France
- Leigh Taylor-Young : Manny
- Jane Asher : Margaret
- Sven-Bertil Taube : Fred
- Clive Revill : George
- Roy Dotrice : Martin Carr-Gibbons
- Michael Elphick : le chauffeur
- Jonathan Burn : Alberto
- Yutte Stensgaard : Ullah
- Susan Baker : Kate
- Jennifer Baker : Ursula

## Distinctions
Le film a été présenté en sélection officielle en compétition au Festival de Cannes 1970.